# الفندرسكي
الفندرسكي (ت. 1050 هـ) هو فيلسوف وأديب، إيراني.
هو السيّد أبو القاسم بن ميرزا بيگ بن صدر الدين الحسيني الموسوي الفندرسكي الاسترابادي، وفندرسك من توابع استرآباد.
كان من أعيان استراباد، وعاصر السلطانين الشاه عباس والشاه صفي الصفويين وحظي لديهما. قام برحلة إلى الهند ثم عاد إلى إيران وتوفي في اصفهان عن عمر يناهز الثمانين عاما.

## آثاره
من آثاره: «الرسالة الصناعية» و«تاريخ الصفوية» و«مقولة الحركة والتحقيق فيها» و«شرح كتاب المهارة» وديوان شعر.